# Храболи (Білостоцький повіт)
Храболи (пол. Chraboły) — село в Польщі, у гміні Добжинево-Дуже Білостоцького повіту Підляського воєводства.
Населення — 753 особи (2011).
У 1975-1998 роках село належало до Білостоцького воєводства.

## Демографія
Демографічна структура станом на 31 березня 2011 року:
|          | Загалом | Допрацездатний вік | Працездатний вік | Постпрацездатний вік |
| -------- | ------- | ------------------ | ---------------- | -------------------- |
| Чоловіки | 388     | 77                 | 267              | 44                   |
| Жінки    | 365     | 78                 | 178              | 109                  |
| Разом    | 753     | 155                | 445              | 153                  |